# 國立臺灣博物館南門園區
25°02′01″N 121°30′57″E / 25.033512°N 121.515939°E

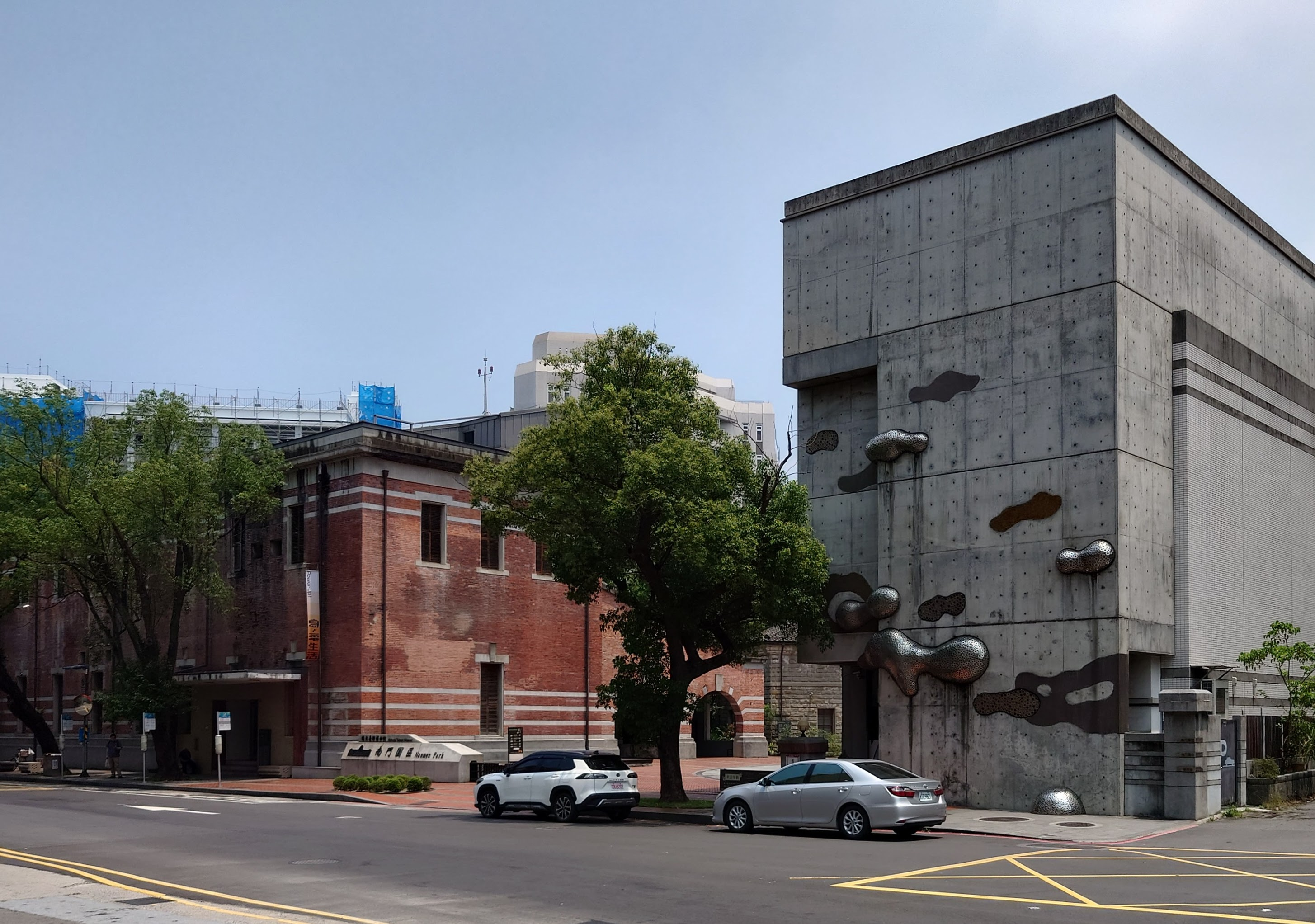
南門園區

國立臺灣博物館南門園區是國立臺灣博物館的其中一個館區，2013年11月30日開館，位於臺灣臺北市。其前身為台灣日治時期的臺灣總督府專賣局臺北南門工場，為二戰前台灣唯一及東亞規模最大的樟腦及鴉片加工廠，當時包含了現在愛國西路、羅斯福路、南海路、南昌路之間之區域。南門工廠後因樟腦結束專賣而停工，廠內設施自1960年代陸續改建。現存的紅樓、小白宮、水槽和部分圍牆在1998年被指定為國定古蹟，並在之後規劃作為博物館，展示台灣樟腦等產業發展歷史。

## 介紹

### 紅樓（樟腦倉庫）

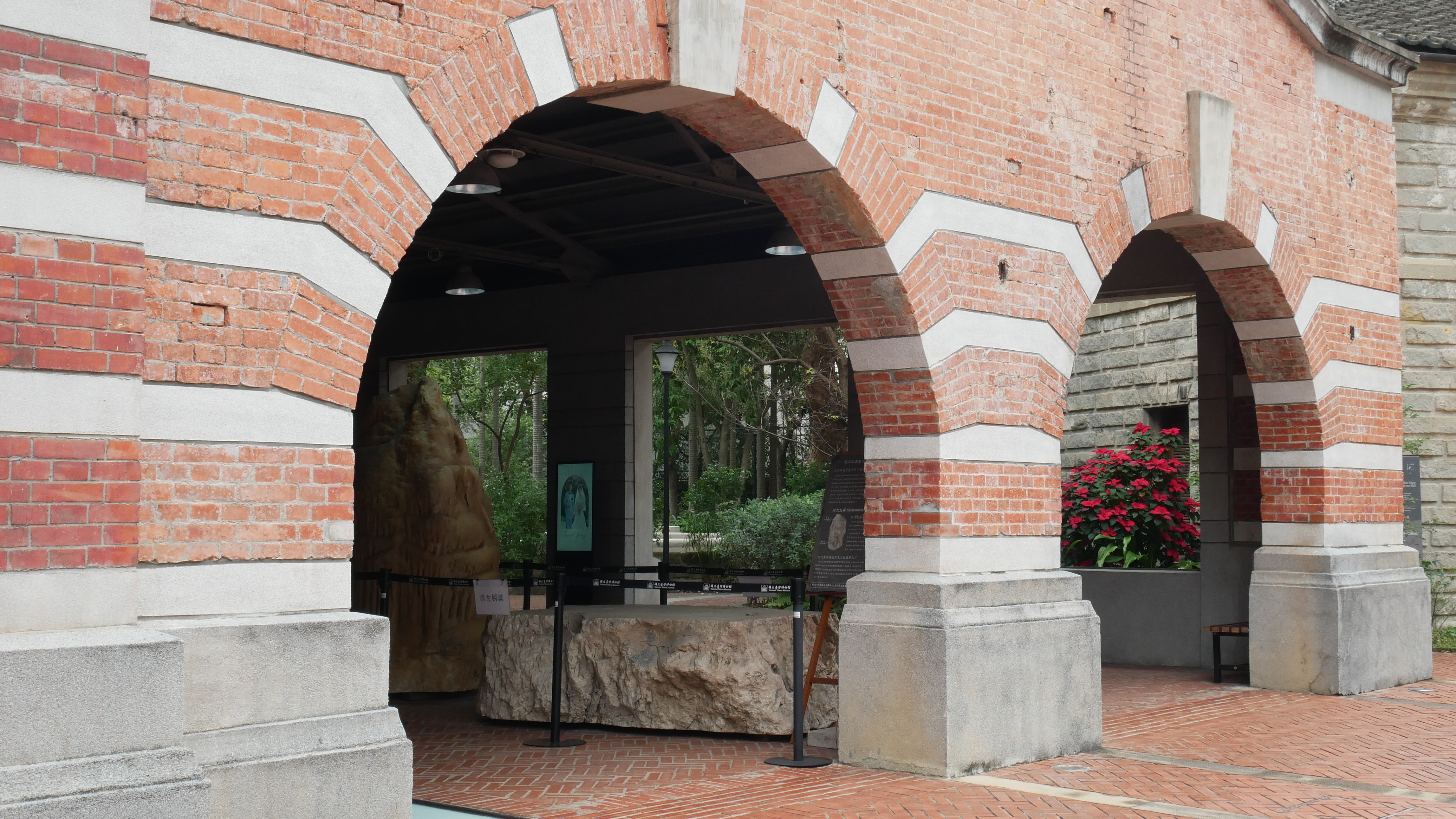
國立臺灣博物館南門園區拱圈

樟腦倉庫始建於1914年，其座落位置是第一代臺灣總督府專賣局木造廳舍的原址，1915年3月31日竣工，是用來存放樟腦及鴉片成品的倉庫，為兩層樓的紅磚混合鋼筋混凝土構造建築，東側設有半戶外「上家」即棚架區，做為裝卸樟腦成品的空間，稱為「荷造場」。樟腦倉庫由土生瑾作技師設計，因為清水紅磚的外牆而被稱為紅樓，外牆的紅磚與白色水平飾帶具有辰野式建築特色。為了方便貨物進出，另增設2部升降機，這是已知臺灣最早的貨物專用電梯，為當時罕見且昂貴的建築設備，於1917年12月啟用，至1939年10月停用。
1955年2月行政院外匯貿易審議委員會成立，使用紅樓二樓全部及一樓的南半部為辦公室，至1968年12月31日該委員會裁撤為止，紅樓其餘空間則充當臺灣省菸酒公賣局職工福利委員會、木工廠等。1970年代紅樓是公賣局南昌配銷處所在地，也是洋菸酒的門市部。2002年改為台灣菸酒公司南昌門市。目前紅樓一樓為南門工廠歷史、樟腦及鴉片產業史的常設展廳，二樓為臺灣產業史的特展廳，荷造場則作為委外之餐飲服務空間。

### 小白宮（物品倉庫）
小白宮為建於1902年的「物品倉庫」，主要用途為儲放向印度、波斯、土耳其及中國購買的鴉片原料煙土。由總督府技師野村一郎設計，其外牆建材來自被拆除的臺北府城的城牆石，為臺灣現存少見的明治時期石造建築。小白宮在1950年代至2000年代曾經先後被臺灣省政府財政廳臺北聯絡處、財政部國庫署、保險犯罪防制中心等單位作為辦公室使用，目前為可供外界租借的展演廳。

### 水池
紅樓及小白宮之間的「四百石貯水槽」設立於1929年，是為了防範火災的消防設施，深度約有120公分，戰後改為魚池。在修復時，池底鋪設鵝卵石而使水深降為50公分，以維持遊客安全；並在中間加設消防栓造型之噴水頭，以紀念曾經作為消防設施的歷史。

### 久須乃木社分社
1933年專賣局局長田端幸三郎發起建造神社「久須乃木社」，「久須乃木」為「樟樹」的日文發音（クスノキ）。久須乃木社的祭神為開拓三神、北白川宮能久親王、大山祗命、熊野櫲樟日命，例祭日訂定為《粗製樟腦樟腦油專賣法》實施的10月1日。久須乃木社設立於當時專賣局進行樟樹調查時所發現的最大棵樟樹旁，位於臺中州新高郡蕃地和社（ホサ社）；並且為了平時的參拜方便，在台北南門工場內設置了分社，位置在水池跟小白宮之間。久須乃木社分社在戰後拆除，目前在常設展中有展出神社模型。在修復進行地下考古挖掘時，發現了久須乃木社分社石燈籠。

## 沿革

### 日治時期
臺灣總督府為了實行樟腦專賣，在1899年6月公布《臺灣樟腦局官制》；且因當時臺灣無現代的樟腦加工設備，於是在1899年7月徵收臺北府城南門外約11,000坪土地，新建事務室、試驗室、倉庫、收納場、昇華作業場、仕上場、汽罐室等，在1900年1月完工。1900年2月開始樟腦加工作業，初期稱「臺北樟腦局南門外試製所」，同年7月因應樟腦局改制而改稱「臺灣樟腦局樟腦製造工場」。1901年6月，樟腦局及負責鴉片加工的製藥所併入專賣局，樟腦製造工場改稱「專賣局南門工場」。1903年6月9日，臺灣總督府公布《粗製樟腦樟腦油專賣法》，於是日本及台灣產的樟腦皆納入專賣管制。1906年，南門工場內的鴉片工廠完工，於是鴉片生產便從小南門外的原製藥所轉移至南門工場。1931年10月，南門工場改稱「專賣局臺北南門工場」。
樟腦的製造，需先在樟樹產地的「腦寮」將樟木削成小片並加熱蒸餾，可得到木片中的粗製樟腦及樟腦油。粗製產品經專賣局統一收購後，在台北南門工場進行再加工，將樟腦油中的樟腦昇華去除雜質，最後生產出「改良乙種樟腦」；而樟腦再配給其他加工業者，主要製造賽璐珞以及醫藥、香料等。

### 戰後
在1945年11月，台北南門工場由臺灣省專賣局接收，改稱「專賣局南門工廠」；在專賣局負責樟腦業務的「鹽腦科」在1947年1月改組為「臺灣樟腦公司」，二二八事件後，樟腦公司與此工場在同年5月改隸屬臺灣省政府建設廳。1948年3月，臺灣樟腦公司裁撤，此工場由「臺灣省政府建設廳樟腦局」管轄；而樟腦局在1952年11月底裁撤，此工場併入臺灣省菸酒公賣局，易名「臺灣省樟腦煉製廠」，位於山地的製腦業務、樟樹處及各地辦事處等機構則改隸臺灣省政府農林廳林產管理局（今行政院農業委員會林務局）。1956年，樟腦煉製廠改名為「臺灣省樟腦廠」。
隨著石化工業合成塑膠逐漸取代由樟腦製成的賽璐珞，1967年6月17日臺灣省政府委員會決議裁撤臺灣省樟腦廠，並將其以分期付款方式讓售；蒸餾工廠在7月停工，昇華工廠在11月停工，並在同年12月31日正式結束樟腦專賣。臺灣省樟腦廠停工後，廠房陸續拆除，土地分割轉售，機具公開拍賣。臺灣省樟腦廠土地陸續興建了財政部財政大樓、中央銀行總部、勞工保險局總部（仰德大樓）。
1998年6月南門工廠及專賣局一同被內政部指定為國定古蹟，2006年9月由財政部國有財產局撥交國立臺灣博物館，納入行政院文化建設委員會首都博物館群系統計畫；2009年初開始修復，並在2013年底開放。